# Понтий Картагенски
Вижте пояснителната страница за други личности с името Понтий.
Понтий Картагенски (Pontius) e светец, мъченик и християнски писател от Картаген през средата на 3 век.
Той е дякон в християнската община на Картаген.
От него е известно само произведението Vita Caecilii Cypriani, в което пише за живота на епископ Свети Киприан Картагенски (210 – 258).
Чества се на 8 март. 